# Provincia Autonoma della Voivodina (1945-1963)
La provincia autonoma della Voivodína (serbo-croato Autonomna Pokrajina Vojvodina; cirillico: Аутономна Покрајина Војводина) era una delle aree autonome della Repubblica Popolare di Serbia in seno alla Repubblica Federativa Popolare di Iugoslavia dal 1946 al 1963. Il capoluogo era Novi Sad.
La provincia autonoma venne costituita all'interno della Serbia incorporando i territori di Sirmia, Banato e Bačka e riprendendo il nome storico di Voivodína al posto del precedente nome di banato del Danubio che aveva al tempo del Regno di Iugoslavia.
Nel 1963, con la promulgazione della nuova costituzione jugoslava, la sua denominazione venne cambiata in Provincia Socialista Autonoma della Voivodina, diventando dal 1974 al 1992 una delle unità federali della Repubblica Socialista Federale di Jugoslavia.
Nel 1990, quando il XIV Congresso decise la dissoluzione della Lega dei Comunisti di Jugoslavia, la regione riprese la denominazione di Provincia Autonoma della Voivodína in seno alla Repubblica di Serbia, entrando a far parte dal 1992, quando in seguito alle guerre jugoslave lo Stato iugoslavo si dissolse, della Repubblica Federale di Jugoslavia, costituita dalla Serbia e dal Montenegro.